# Thierry Dodin
Pour les articles homonymes, voir Dodin.
Thierry Dodin (né le 5 juillet 1960 à Paris) est un tibétologue français qui a enseigné à l'université de Bonn.

## Biographie
À partir de 1990, Dodin est tibétologue à l'université de Bonn. 
Il a codirigé une compilation d'essais basés sur des présentations lors d'un symposium international « Mythos Tibet » qu'il a coorganisé au Kunst- und Ausstellungshalle der Bundesrepublik Deutschland (en) à Bonn, en Allemagne, en 1996. Publié initialement en allemand en 1997, l'ouvrage a été traduit en anglais en 2001 sous le titre « Imagining Tibet ».
À partir des années 1990, il a été collaborateur puis administrateur avant de devenir directeur exécutif du Tibet Information Network au moins entre 2002 et août 2005 ,, avant de fonder la même année le site TibetInfoNet, une organisation à but non lucratif, avec un réseau de contributeurs au Tibet Information Network, disparu en 2005, mais sans lien juridique ou institutionnel avec cette organisation.
En 2007, avec Gabriel Lafitte, il anime une conférence de SFT à Dharamsala intitulée "Mining Tibet: Feeding the Hungry Dragon" .
Thierry Dodin est considéré comme un expert sur les questions tibétaines contemporaines.

## Publications

### Ouvrages
- Il est un des auteurs de Authenticating Tibet.
- Il a dirigé avec Heinz Räther Imagining Tibet: Perception, Projections and Fantasies, Wisdom Publications, 2001, 465 p.  (ISBN 0861711912 et 9780861711918).
- Il a dirigé avec Heinz Räther Recent research on Ladakh 7 proceedings of the 7th colloquium of the International Association for Ladakh Studies held in Bonn/Sankt Augustin, 12. - 15. June 1995[11]

### Articles
- Thierry Dodin, Recent research on Ladakh 6: Proceedings of the Sixth International Colloquium on Ladakh, Leh 1993, Delhi, Motilal Banarsidass, 1997 (ISBN 8120814320, OCLC 243896748), « Negi Lama Tenzin Gyaltsen: A preliminary account of the life of a modern Buddhist saint »
- Transformed Rituals? Some Reflections on the Paradigm of the Transformation of Rituals in the Tibetan Context in  2012 : Revisiting Rituals in a Changing Tibetan World, (ed Katia Buffetrille) Actes de la conférence La transformation des rituels dans l’aire tibétaine à l’époque contemporaine (Transformation of rituals in the Tibetan area at the contemporary period,  tenue le 8 et 9 novembre 2007 au Collège de France (Leiden-Boston, Brill).
- Crocodile tears, Tibet Sun, 2 novembre 2013
- On Shamar Rinpoche’s death and the future of Karmapa, tibettelegraph.com, 24 juin 2014